# Leioproctus fazii
Leioproctus fazii är en biart som först beskrevs av Herbst 1923.  Leioproctus fazii ingår i släktet Leioproctus och familjen korttungebin. Inga underarter finns listade i Catalogue of Life.